# Eugen von Sachsen-Hildburghausen

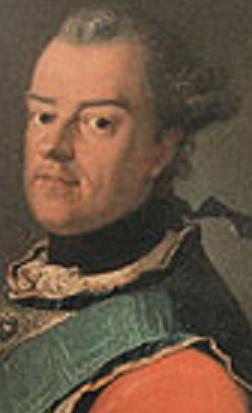
Prinz Eugen von Sachsen-Hildburghausen, Ausschnitt aus einem Gemälde von Johann Valentin Tischbein

Friedrich Wilhelm Eugen von Sachsen-Hildburghausen (* 8. Oktober 1730 in Hildburghausen; † 4. Dezember 1795 in Öhringen) war ein Prinz von Sachsen-Hildburghausen.

## Leben
Eugen war der jüngere Sohn des Herzogs Ernst Friedrich II. von Sachsen-Hildburghausen und dessen Gemahlin Gräfin Caroline von Erbach-Fürstenau (1700–1758). Damit gehörte er dem Haus Sachsen-Hildburghausen an. Sein Taufpate war, neben anderen Fürstlichkeiten, Prinz Eugen von Savoyen. Bei der Hochzeit seines Bruders Ernst Friedrich III. Carl mit der einzigen Tochter des dänischen Königspaares, wurde Eugen der Ordre de l’union parfaite verliehen.
Er ging jung in holländische Dienste und wurde dort Oberstleutnant und Hauptmann der Garde. Er quittierte den Dienst 1753 und ging in dänische Dienste. In königlich dänischen Diensten wurde er Oberst der Infanterie und Kommandant des Artilleriekorps. Im Jahr 1759 erhielt er den polnischen Weißen Adlerorden. Er wurde Generalmajor und Chef des Oldenburgischen Regiments zu Fuß. Er quittierte den Dienst als Generalleutnants der Infanterie. In Hildburghausen war er Kommandant des Grenadierkorps.
Prinz Eugen gründete 1760 die Porzellanfabrik in Kloster Veilsdorf. Von Eugens Bruder mit reichlich Privilegien ausgestattet, blieb der wirtschaftliche Erfolg der Manufaktur allerdings gering.
Als Besitzer des Rittergutes Weitersroda stiftete er dort eine neue Pfarrei, erbaute eine neue Kirche und ein fürstliches Landhaus. In Hildburghausen war er Pächter der Münze und Erbauer des so genannten Hoheitshauses, einem der schönsten Gebäude der Stadt. Eugen galt als geschickter Mechaniker und Feuerwerker.
1769 war er zusammen mit seinem Großonkel Joseph und der Herzogin von Sachsen-Meiningen von Kaiser Joseph II. zum Debitkommissar für das völlig verschuldete Fürstentum Sachsen-Hildburghausen ernannt worden. Dabei veruntreute er Vermögen, was zum Streit mit Prinz Joseph führte. Er siedelte daraufhin 1770 zu seinem Schwager nach Öhringen um.
Der Prinz heiratete am 13. März 1778 seine Nichte, die Prinzessin Karoline (1761–1790), Tochter des Herzogs Ernst Friedrich III. Carl von Sachsen-Hildburghausen. Die Ehe blieb kinderlos und Prinz Eugen starb 5 Jahre nach seiner Gemahlin bei seiner Schwester Amalie auf Schloss Öhringen.